# Bầu cử lập pháp Pháp 1951
Một cuộc bầu cử lập pháp diễn ra ở Pháp ngày 17 tháng 6 năm 1951 để bầu ra Quốc hội thứ hai của đệ tứ Cộng hòa.
Sau chiến tranh thế giới thứ hai, có ba đảng đóng vai trò quan trọng trong kháng chiến Pháp là Đảng Cộng sản Pháp (PCF), Chi bộ Pháp của Quốc tế Công nhân (SFIO) xã hội chủ nghĩa, Phong trào Cộng hòa Nhân dân (MRP) dân chủ Cơ đốc giáo thống trị chính trường và chính quyền. Các lực lượng gắn với đệ tam Cộng hòa và thảm họa 1940 (đảng Cấp tiến và Hữu khuynh cổ điển) được coi là lỗi thời, thất bại trong những cuộc bầu cử thời hậu chiến.
Tuy nhiên, sau sự thành lập đệ tứ Cộng hòa, các cuộc đình công 1947, sự bắt đầu của chiến tranh lạnh, liên minh ba đảng bị chia rẽ. Mùa xuân 1947, các bộ trưởng Cộng sản bị cách chức. Cùng lúc, Charles de Gaulle, biểu tượng Kháng chiến, thành lập Tập hợp Nhân dân Pháp (RPF) vận động cải cách hiến pháp, chỉ trích "hệ thống đảng phái" như là sự tái hiện của đệ tam Cộng hòa.
Những người Xã hội chủ nghĩa và Dân chủ Cơ đốc giáo liên minh với Tập hợp Cộng hòa Tả khuynh (tập hợp của Đảng Cấp tiến, Liên hiệp Kháng chiến Dân chủ và Xã hội (UDSR)) cũng như những nhóm Hữu khuynh để thành lập lực lượng thứ ba. Liên minh này bảo vệ chế độ trước phe Cộng sản và phe Gaullist đối lập. Nhưng liên minh đa dạng này đã không dẫn đến một quyền lực hành pháp vững chắc. Thay vào đó, các thành phần của nó có quan điểm khác nhau về kinh tế, tài chính nhà nước, chính sách thế tục (laiïcité), trường phái chính trị. Sự bất đồng này có lợi cho Cộng sản và Gaullist.
Tháng 3 năm 1951, Henri Queuille trở thành lãnh đạo nội các. Các phó thủ tướng là Georges Bidault (MRP), Guy Mollet (SFIO), René Pleven (UDSR). Để hạn chế số ghế của Cộng sản và Gaullist, một luật bầu cử mới được thông qua. Thể thức đại diện tỷ lệ được giữ nhưng nếu một liên minh giành được nhiều hơn 50% số phiếu trong đơn vị bầu cử, nó thắng toàn bộ ghế trong đơn vị đó. Những người thúc đẩy luật này biết rằng Đảng Cộng sản và phái Gaullist rất khác biệt với các đảng trong lực lượng thứ ba để thành lập liên minh. Họ hy vọng các đảng thân chính quyền giành được 50% số phiếu ở càng nhiều đơn vị bầu cử càng tốt, để loại trừ PCF và RPF.
Trong khi PCF và RPF là hai đảng lớn nhất về số phiếu phổ thông, lực lượng thứ ba vẫn chiếm đa số trong Quốc hội. Do hệ thống bầu cử, PCF, dù có được nhiều phiếu hơn bất kỳ đảng khác, chỉ đứng thứ ba về số ghế. Trong liên minh chiến thắng, SFIO và MRP mất đi sự ủng hộ còn Đảng Cấp tiến và Hữu khuynh cổ điển giành thêm ủng hộ. Tuy nhiên, do chia rẽ từ bên trong (về trường phái chính trị, tài khóa, vấn đề thuộc địa), sự bất ổn định hành pháp không được giải quyết. Tháng 8 năm 1951, René Pleven thay Henri Queuille làm thủ tướng, phe Xã hôi chủ nghĩa rời nội các.

## Kết quả
| Đảng                         | Đảng                              | Phiếu bầu  | %      | Ghế | +/–  |
| ---------------------------- | --------------------------------- | ---------- | ------ | --- | ---- |
|                              | Đảng Cộng sản Pháp                | 5.056.605  | 26.43  | 97  | –69  |
|                              | Tập hợp Nhân dân Pháp             | 4.125.492  | 21.57  | 107 | +102 |
|                              | Chi bộ Pháp của Quốc tế Công nhân | 2.744.842  | 14.35  | 94  | –40  |
|                              | Bảo thủ (CNIP–UNIR–RGRIF)         | 2.656.995  | 13.89  | 87  | +14  |
|                              | Phong trào Cộng hòa Nhân dân      | 2.369.788  | 12.39  | 82  | –57  |
|                              | Tập hợp Cộng hòa Tả khuynh        | 1.887.583  | 9.87   | 77  | New  |
|                              | Khác                              | 125.739    | 0.66   | 0   | –    |
| Phiếu không hợp lệ           | Phiếu không hợp lệ                | 161.960    | 0.85   | –   | –    |
| Tổng cộng                    | Tổng cộng                         | 19.129.004 | 100.00 | 544 | 0    |
|                              |                                   |            |        |     |      |
| Phiếu bầu hợp lệ             | Phiếu bầu hợp lệ                  | 19.129.004 | 97.25  |     |      |
| Phiếu bầu không hợp lệ/trống | Phiếu bầu không hợp lệ/trống      | 541.591    | 2.75   |     |      |
| Tổng cộng phiếu bầu          | Tổng cộng phiếu bầu               | 19.670.595 | 100.00 |     |      |
| Cử tri phiếu bầu đã đăng ký  | Cử tri phiếu bầu đã đăng ký       | 24.530.523 | 80.19  |     |      |
| Nguồn: Nohlen & Stöver       |                                   |            |        |     |      |